# Eschborn-Francoforte 2024
La Eschborn-Francoforte 2024, sessantunesima edizione della corsa e valida come ventunesima prova dell'UCI World Tour 2024 categoria 1.UWT, si svolse il 1º maggio 2024 su un percorso di 201,5 km, con partenza da Eschborn e arrivo a Francoforte sul Meno, in Germania. La vittoria fu appannaggio del belga Maxim Van Gils, il quale completò il percorso in 4h46'48", alla media di 42,155 km/h, precedendo lo spagnolo Alex Aranburu e lo statunitense Riley Sheehan.
Sul traguardo di Francoforte sul Meno 96 ciclisti, dei 132 partiti da Eschborn, portarono a termine la competizione.

## Squadre e corridori partecipanti
| N.    | Cod. | Squadra                   |
| ----- | ---- | ------------------------- |
| 1-7   | ADC  | Alpecin-Deceuninck        |
| 11-17 | BOH  | Bora-Hansgrohe            |
| 21-27 | Q36  | Q36.5 Pro Cycling Team    |
| 31-37 | UAD  | UAE Team Emirates         |
| 41-47 | DFP  | Team DSM-Firmenich PostNL |
| 51-57 | UXM  | Uno-X Mobility            |
| 61-67 | IPT  | Israel-Premier Tech       |
| 71-77 | LTK  | Lidl-Trek                 |
| 81-87 | LTD  | Lotto Dstny               |
| 91-97 | SOQ  | Soudal Quick-Step         |

| N.      | Cod. | Squadra                         |
| ------- | ---- | ------------------------------- |
| 101-107 | EFE  | EF Education-EasyPost           |
| 111-117 | JAY  | Team Jayco AlUla                |
| 121-127 | ARK  | Arkéa-B&B Hotels                |
| 131-137 | TBV  | Bahrain Victorious              |
| 141-147 | DAT  | Decathlon AG2R La Mondiale Team |
| 151-157 | MOV  | Movistar Team                   |
| 161-167 | IWA  | Intermarché-Wanty               |
| 171-176 | TUD  | Tudor Pro Cycling Team          |
| 181-187 | COF  | Cofidis                         |

## Ordine d'arrivo (Top 10)
| Pos. | Corridore         | Squadra     | Tempo    |
| ---- | ----------------- | ----------- | -------- |
| 1    | Maxim Van Gils    | Lotto       | 4h46'48" |
| 2    | Alex Aranburu     | Movistar    | s.t.     |
| 3    | Riley Sheehan     | Israel      | s.t.     |
| 4    | Lukas Nerurkar    | EF          | s.t.     |
| 5    | Roger Adrià       | Bora        | s.t.     |
| 6    | Kobe Goossens     | Intermarché | s.t.     |
| 7    | Kevin Vermaerke   | DSM         | s.t.     |
| 8    | S. Kragh Andersen | Alpecin     | s.t.     |
| 9    | Marc Hirschi      | UAE         | s.t.     |
| 10   | Markus Hoelgaard  | Uno-X       | s.t.     |